# Regar-TadAZ Tursunzoda
El Regar-TadAZ Tursunzoda és un club de futbol tajik de la ciutat de Tursunzoda.

## Palmarès
- Lliga tadjik de futbol:[1]
  - 2001, 2002, 2003, 2004, 2006, 2007, 2008
- Copa tadjik de futbol:[2]
  - 2001, 2005, 2006
- Copa President de l'AFC:
  - 2005, 2008, 2009